# Bez litości (film 2014)
Bez litości (ang. The Equalizer) – amerykański film kryminalny neo-noir, który trafił do kin we wrześniu 2014 roku. Obraz wyreżyserował Antoine Fuqua, natomiast Richard Wenk napisał scenariusz, który częściowo oparty został na serialu McCall z drugiej połowy lat 80. XX wieku. W filmie wystąpili: Denzel Washington, Marton Csokas, Chloë Grace Moretz, David Harbour, Bill Pullman i Melissa Leo.
Zdjęcia do filmu, które realizowano w różnych miastach stanu Massachusetts, rozpoczęto w czerwcu 2013 roku. Od 2001 roku był to pierwszy film, który Village Roadshow Pictures finansowało wspólnie z Sony Pictures Entertainment. Premiera Bez litości odbyła się 7 września 2014 roku podczas Międzynarodowego Festiwalu Filmowego w Toronto, a na światowe ekrany kin obraz wszedł 26 września.
Film otrzymał zróżnicowane opinie krytyków. W kinach na świecie obraz zarobił ponad 192 miliony USD.

## Fabuła
Robert McCall (Denzel Washington) to były tajny agent, który prowadzi spokojne życie w Bostonie i pracuje w markecie budowlanym Home Mart, gdzie przyjaźni się ze współpracownikami. Pomaga on praktykującemu ochroniarzowi Ralphiemu zaliczyć egzamin. McCall obiecał niedawno zmarłej żonie, że zamknie on rozdział dotychczasowego życia. Nie mogąc spać, McCall spędza wieczory czytając książki w całodobowej restauracji, gdzie poznaje nastoletnią prostytutkę Alinę (Chloë Grace Moretz) pracującą dla rosyjskiej mafii, którą Robert wciąga w jego filozoficzne interpretacje książek przezeń czytanych. Pewnej nocy dziewczyna zostaje hospitalizowana po tym, jak brutalnie pobił ją jej sutener Slavi (David Meunier). McCall trafia do restauracji należącej do mafii rosyjskiej i oferuje kupno wolności Aliny od Slaviego za kwotę 9800 dolarów. Slavi jednak odmawia, odprawiając McCalla dodając sugerując, że jest on starym impotentem. Po nieskutecznej próbie przekonania, McCall zabija Slaviego oraz czterech jego ludzi czyniąc to niezwykle zręcznie.
Przywódca mafii rosyjskiej Władimir Pushkin (Vladimir Kulich) wysyła do Bostonu swojego egzekutora Teddy’ego (Marton Csokas), który ma znaleźć i wyeliminować sprawcę. W międzyczasie Ralph wycofuje się z egzaminu na ochroniarza w Home Mart, by pomóc matce przy rodzinnej restauracji, którą wcześniej podpalili skorumpowani policjanci w ramach wymuszenia. McCall znajduje tych funkcjonariuszy i postanawia wymierzyć im sprawiedliwość bijąc i zmuszając ich by oddali wszystkie pieniądze, które wcześniej wymusili strasząc, że opublikuje on ich przestępstwa zarejestrowane na wideo, które ukazują policjantów przyjmujących haracz od matki Ralpha. Ralphie wraca do Home Mart i zdaje test, zostając ochroniarzem w sklepie.
Teddy namierza McCalla, jednak zaskoczony umiejętnościami McCalla, Teddy postanawia schwytać i wcielić go do gangu, zamiast zabijać go. McCall nadal przechytrza swoich prześladowców, skutecznie unieszkodliwiając swoich przeciwników. McCall odwiedza swoich starych przyjaciół w Wirginii – zamężną emerytowaną funkcjonariuszkę CIA Susan (Melissa Leo) i Briana Plummerów (Bill Pullman), która pomaga mu zdobyć informacje wywiadowcze na temat Pushkina. Wynika z nich, że Teddy jest byłym oficerem Specnazu, a naprawdę nazywa się Nicolai Itchenko. Brian wyjawia Robertowi, że miał on ładny pogrzeb i ulżyło im dowiedziawszy się, że przeżył on, choć nie byli tym faktem zdziwieni. Po tym jak McCall ich opuszcza, Susan mówi Brianowi, że McCall wcale nie szukał pomocy, ale prosił o zezwolenie.
McCall pojmuje Franka Mastersa (David Harbour) – skorumpowanego policjanta zatrudnionego przez Pushkina – zamykając go we własnym samochodzie i wprowadzając do jego środka spaliny by zmusić Mastersa do współpracy. Frank ustępuje i pomaga McCallowi zniszczyć jedną z lokalnych pralni brudnych pieniędzy należących do Pushkina. McCall spotyka Nicolaia podczas kolacji, zobowiązując się do zburzenia imperium Pushkina. Kiedy McCall niszczy kontenerowiec, który Pushkin używał do przemycania towarów, Pushkin rozkazuje Nicolaiowi zabicie McCalla, mówiąc, że do momentu kiedy tego nie zrobi, może on nie wracać do Moskwy.
Nicolai wraz z ludźmi zjawia się w Home Mart i bierze jako zakładników Ralpha i kilku innych współpracowników McCalla, grożąc, że ich zabije jeśli McCall się nie podda. McCall wchodzi do sklepu i wyłącza większość oświetlenia i mówi Ralphowi by zabrał zakładników w bezpieczne miejsce. Wtedy McCall zabija popleczników Nicolaia jeden po drugim. Po walce między McCallem i jednym z ludzi Nicolaia, Ralph wraca by przeciągnąć zranionego McCalla poza sklep, ale sam zostaje postrzelony w nogę. McCall mówi Ralphowi by włączył on w skrzynce z bezpiecznikami prąd w czasie dokładnie 40 sekund, w celu odpowiedniej precyzji jego cyfrowego zegarka. McCall ustawia małe zbiorniczki propanu z tlenem w mikrofalówce. Uruchomienie zasilania włącza urządzenie powodując eksplozję, która zabija ostatniego człowieka Teddy’ego. Na koniec McCall zabija Teddy’ego gwoździarką.
Po tym McCall wyrusza do Moskwy, konfrontując z Pushkinem, podczas gdy bierze on prysznic. Po ustawieniu przez McCalla pułapki, zostaje on śmiertelnie porażony prądem. McCall wraca do Bostonu, gdzie spotyka ponownie Alinę, która doszła do siebie doznanych obrażeniach. Dziewczyna mówi Robertowi, że otrzymała legalną pracę i zaczęła czytać, i dziękuje mu za otrzymanie drugiej szansy. McCall zainspirowany do kontynuowania pomocy ludziom w potrzebie, wysyła internetowe ogłoszenie, identyfikując się jako The Equalizer. Niedługo potem otrzymuje następny apel o pomoc i postanawia na niego odpowiedzieć.

## Obsada
- Denzel Washington – Robert McCall
- Marton Csokas – Teddy/Nicolai Itchenko
- Chloë Grace Moretz – Alina/„Teri”[2]
- Melissa Leo – Susan Plummer
- Bill Pullman – Brian Plummer
- Johnny Skourtis – Ralphie
- Haley Bennett – Mandy
- David Harbour – Frank Masters
- Vladimir Kulich – Vladimir Pushkin
- David Meunier – Slavi
- Alex Veadov – Tevi
- James Wilcox – Pederson
- Mike O’Dea – Remar
- Anastasia Mousis – Jenny
- Robert Wahlberg – Det. Harris
- Dan Bilzerian – #3 Teddy’ego
- Johnny Messner − pracownik P&E

## Zdjęcia
Zdjęcia do filmu, które rozpoczęły się w czerwcu 2013 roku miały miejsce w Salisbury, Hamilton, Chelsea, Haverhill i Bostonie (stan Massachusetts).

## Reakcje krytyków
Bez litości otrzymał mieszane i pozytywne oceny od krytyków. Na Rotten Tomatoes film otrzymał ocenę 61% (opartą na 175 recenzjach) i średnią ocenę 5,7/10. Ogólna opinia filmu: „Bez litości jest bardziej brutalny w stylowy sposób aniżeli znaczący, jednak dzięki Antoine’owi Fuqui za kamerami i Denzelowi Washingtonowi wymierzającemu sprawiedliwość obraz niesie przesłanie.”. Na Metacritic film ma wynik 57 na 100, który oparty został na 41 ocenach krytyków, wskazując na „mieszane lub średnie oceny”.

## Sequel
24 lutego 2014 roku – siedem miesięcy przed wydaniem filmu – ogłoszono, że Sony Pictures i Escape Artists planowały realizację sequela, gdzie scenariusz miał napisać Richard Wenk. W październiku 2014, Fuqua powiedział w wywiadzie, że powstanie kontynuacja filmu wyłącznie wtedy, gdy publiczność i Washington będą tego chcieli. Powiedział także, że była to interesująca postać i sequel mógłby mieć więcej międzynarodowego klimatu.
W kwietniu 2015 roku powstanie sequela zostało potwierdzone z rolą Washingtona. 11 czerwca 2015 Sony ustaliło 29 września 2017 na wydanie kontynuacji – The Equalizer 2. Ostatecznie film Bez litości 2 pojawił się w kinach w USA 20 lipca 2018.